# Гриневич, Антон Иустинович
Антон Иустинович Гриневич (23 ноября 1875 — февраль 1937) — священник, член Государственной думы II созыва от Подольской губернии, позднее архиепископ Балтский и Першотравненский УАПЦ.

## Биография
Родился в семье священника Юстина Фёдоровича Гриневича и его жены Юлии Васильевны.
Образование получил в Тульчинский духовной школе и Каменец-Подольской семинарии (по другим сведениям окончил Житомирскую духовную семинарию).  В семинарии учился с 1889 по 1895 годы и проходил по второму разряду, который не давал возможности продолжать обучение в богословской академии.
После завершения обучения стал псаломщиком в селе Кумари. Передал в хранилище старинных вещей Подольского историко-статистического комитета найденные крестьянами во время полевых работ древние наконечники стрел.
7 августа 1896 перешёл с должности псаломщика на должность дьякона и учителя в церковно-приходской школе в том же селе Кумари.
Был известным общественным деятелем, постоянным корреспондентом в печатных изданиях «Южные записки», «Подольские епархиальные ведомости», «Родное дело», «Православная Подолия» «Биржевые ведомости», «Подолия», «Рада». На страницах этих изданий выступал как апологет идеи предоставления Украине права на собственную национальную украиноязычную церковь. Доказывал, что чужой ученикам русский язык является причиной их низкого образовательного уровня.
Хиротонисан в священника в 1897 году. С тех пор служил в приходах Балтского уезда Подольской губернии: с 1901 года — в селе Дубовая, а с 1905-го — в Тымково. Читал крестьянам надднепровские и галицкие переводы Священного Писания.
В 1905 году был на Подольском епархиальном съезде от духовенства третьего округа. 6 апреля за заслуги в церковно-просветительской работе был награждён скуфьёй.
В 1906 году опубликовал в Балте украиноязычный сборник богословских стихов «До Бога: Євангельські наголоси».
Отец Антоний приветствовал появление украиноязычного перевода Евангелия, публиковал положительные отзывы о нём в периодике.

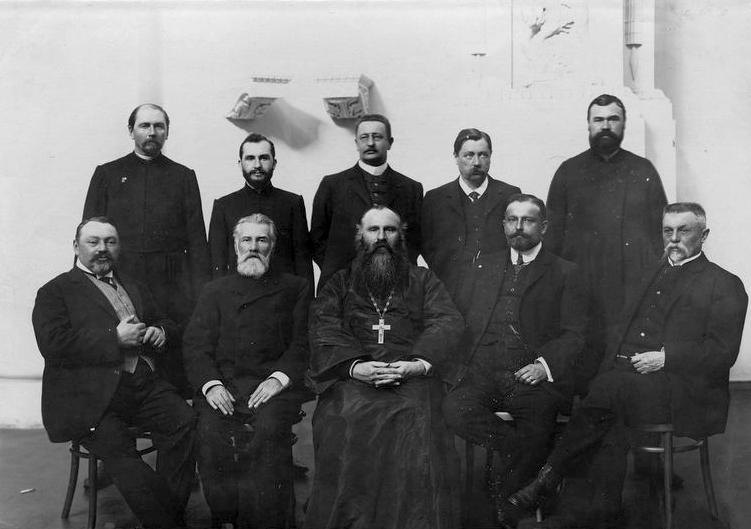
Депутаты Государственной думы II созыва от Подольской губернии. Стоят: Соловей А. А., Неизвестный-1, Неизвестный-2, Мороз П. С., Туперко С. Т.; сидят: Семёнов А. И., Лисовский В. К., Дидурык А. И., Гриневич А. И., Рогожа П. М., Матвеев С. К., Зубченко П. С., Дубонос Ф. Ф.

7 февраля 1907 был избран во 2-ю Государственную думу от Подольской губернии. Входил в Трудовую группу и фракцию Крестьянского союза. Один из инициаторов создания Украинской громады. Состоял членом комиссий: по исполнению государственной росписи доходов и расходов, и по церковным вопросам.
4 марта 1907, то есть через 2 недели после открытия Думы, отец Антон Гриневич вместе с врачами Н. К. Рубисовым и Н. И. Долгополовым и черниговским крестьянином Василём Хвостом обратился к депутатам-украинцам с призывом собраться для обсуждения вопроса о создании фракции. Таким образом, по их инициативе была создана  «Украинская Трудовая громада», включавшая  47 человек.
7 мая 1907 года в Думе было назначено обсуждение по поводу запроса правительству о слухах про покушение на Николая II. Но трудовики и члены левых фракций демонстративно отсутствовали при объяснениях правительства. В том числе отсутствовали и пять священников: Антоний Гриневич, Александр Бриллиантов, Александр Архипов, Константин Колокольников и Феодор Тихвинский. Это вызвало обсуждение в Святейшем Синоде, 12 мая 1907 года он принял определение  «О священниках, состоящих членами Государственной думы и принадлежащих к крайним революционным партиям». В нем говорилось, что перечисленные клирики «явно уклонились от порицания замыслов цареубийства», что сан священника требует «быть покорным высшим властям» и стремление к ниспровержению власти  несовместимо со званием «духовного пастыря». Данное определение касалось священников А. Гриневича, А. Бриллиантова, А. Архипова, К. Колокольникова и Ф. Тихвинского. «Оправдаться» удалось только А. Гриневичу, остальные четверо были запрещены в служении. Он заявил, что ещё до 7 мая вышел из Трудовой группы, причём в тот день был на заседании Государственной Думы. Объяснения Гриневича удовлетворили Святейший Синод.
Во время Первой мировой войны был командирован на фронт, как полковой и госпитальный священник. За заслуги в армии награжден Георгиевским крестом.
26 ноября 1917 принял участие в украинском церковном вече в Одессе, вошёл в состав его временного комитета вместе с двумя другими священниками - А. Вышинским, Ф. Денгой, и двумя мирянами - Львом Ковальчуком и Литвинским. 12 декабря 1917 возглавил президиум Епархиальной Церковной Украинской православной Рады. С апреля 1918 года возглавлял Временную православную церковную раду и на Херсонщине.
Уже в июне 1918 года принял участие в создании украинского органа власти в Одессе - совета города. В нем отец Антоний стал заместителем председателя Льва Ковальчука. 8 июня вместе с руководителями Одесского украинского совета отец Антоний выступил в газете «Свободная жизнь»  с требованием отдать приказ духовенству молиться за Украину.
Впоследствии работал в статистическом отделе Министерства исповеданий Украины, был законоучителем в школах.
В 1919 году непродолжительное время был в армии УНР. В том же году отец Антоний в составе временной комиссии работал над составлением устава Украинской автокефальной православной церкви (УАПЦ).
27 декабря 1921 года после прихода большевистской власти был арестован Балтской уездной ЧК. Дело отца Антония 24 марта 1922 передано в ревтрибунал.
Рукоположен в епископа УАПЦ 29 августа 1923.
В 1924 году подписал «Меморандум пленума Всеукраинского православного церковного Совета по единению церквей».
В 1927 году Антоний был единственным из всех присутствующих епископов, кто по призыву Владимира Чеховского поддержал митрополита Василия Липковского, с которого сняли «бремя митрополичьего служения».
С 1928 года по 1930 год был архиепископом Балтским и Першотравенским (Первомайским).
В январе 1931 года архиепископ Антоний был арестован, в течение девяти месяцев находился под арестом в Одессе.
После выхода из тюрьмы поселился в селе Свято-Троицком. В 1933 году чуть не умер во время Голодомора. Скончался в нищете в феврале 1937 года в Троицком Любашевского района.

### Рекомендуемые источники
- Бачинський Є. До питання аполітичности УАПЦ // ПУ. 1953. Ч. 1;
- Бурко Д. Архієпископ Антоній Гриневич // Рідна церква. 1967. Ч. 69;
- Одесский мартиролог. Т. 2. О., 1999;